# Warnstorfia crassicostata
Warnstorfia crassicostata là một loài Rêu trong họ Amblystegiaceae. Loài này được (Janssens) H.A. Crum & L.E. Anderson miêu tả khoa học đầu tiên năm 1989.